# 小行星95179
小行星95179（95179 Berkó）是一颗绕太阳运转的小行星，为主小行星带小行星。该小行星于2002年1月16日发现。
該小行星以匈牙利業餘天文學家貝爾科·厄爾諾（Berkó Ernő）命名。

## 轨道参数
小行星95179的轨道半长轴为2.3960361 UA，离心率为0.198。